# Prawo kaliskie
Prawo kaliskie (łac. ius Calisiense) – prawo miejskie, lokalna odmiana prawa średzkiego wzorowana na przywileju lokacyjnym Kalisza i stosowana we wschodniej Wielkopolsce i na ziemi wieluńskiej. 
W 1283 książę kaliski Przemysł II ustanowił w Kaliszu sąd wyższy prawa niemieckiego.